# Бернтвуд (река)
Бернтвуд (англ. Burntwood River, кри Wipiskow' Sipi — «река горелого леса») — река Западной Канады, протекает в северной части провинции Манитоба. Левый приток озера Сплит в среднем течении реки Нельсон.
Крупнейший приток Нельсона. Длина реки составляет около 250 миль (400 км). Площадь водосборного бассейна — 25229 км². Средний расход воды в нижнем течении около города Томпсон с 1957 по 2000 годы — 521,74 м³/с.
Вытекает из озера Бернтвуд с восточной стороны. В верхней половине генеральным направлением течения реки является восток, далее — северо-восток. Впадает в озеро Сплит с западной стороны.